# ISO 3166-2:SI

Mapa administrativního členění státu Slovinsko

Kódy ISO 3166-2 pro Slovinsko identifikují 200 občin a 12 městských občin (stav k prosinci 2022). První část (SI) je mezinárodní kód pro Slovinsko, druhá část sestává ze tří čísel identifikujících občinu.

## Seznam kódů

### Městské občiny
```
SI-011 Celje
SI-050 Koper
SI-052 Kranj
SI-054 Krško
SI-061 Ljubljana
SI-070 Maribor
SI-080 Murska Sobota
SI-084 Nova Gorica
SI-085 Novo mesto
SI-096 Ptuj
SI-112 Slovenj Gradec
SI-133 Velenje
```

### Občiny
```
SI-001 Ajdovščina
SI-002 Beltinci
SI-003 Bled
SI-004 Bohinj
SI-005 Borovnica
SI-006 Bovec
SI-007 Brda
SI-008 Brezovica
SI-009 Brežice
SI-010 Tišina
SI-012 Cerklje na Gorenjskem
SI-013 Cerknica
SI-014 Cerkno
SI-015 Črenšovci
SI-016 Črna na Koroškem
SI-017 Črnomelj
SI-018 Destrnik
SI-019 Divača
SI-020 Dobrepolje
SI-021 Dobrova-Polhov Gradec
SI-022 Dol pri Ljubljani
SI-023 Domžale
SI-024 Dornava
SI-025 Dravograd
SI-026 Duplek
SI-027 Gorenja va s-Poljane
SI-028 Gorišnica
SI-029 Gornja Radgona
SI-030 Gornji Grad
SI-031 Gornji Petrovci
SI-032 Grosuplje
SI-033 Šalovci
SI-034 Hrastnik
SI-035 Hrpelje-Kozina
SI-036 Idrija
SI-037 Ig
SI-038 Ilirska Bistrica
SI-039 Ivančna Gorica
SI-040 Izola
SI-041 Jesenice
SI-042 Juršinci
SI-043 Kamnik
SI-044 Kanal
SI-045 Kidričevo
SI-046 Kobarid
SI-047 Kobilje
SI-048 Kočevje
SI-049 Komen
SI-051 Kozje
SI-053 Kranjska Gora
SI-055 Kungota
SI-056 Kuzma
SI-057 Laško
SI-058 Lenart
SI-059 Lendava
SI-060 Litija
SI-062 Ljubno
SI-063 Ljutomer
SI-064 Logatec
SI-065 Loška Dolina
SI-066 Loški Potok
SI-067 Luče
SI-068 Lukovica
SI-069 Majšperk
SI-071 Medvode
SI-072 Mengeš
SI-073 Metlika
SI-074 Mežica
SI-075 Miren-Kostanjevica
SI-076 Mislinja
SI-077 Moravče
SI-078 Moravske Toplice
SI-079 Mozirje
SI-081 Muta
SI-082 Naklo
SI-083 Nazarje
SI-086 Odranci
SI-087 Ormož
SI-088 Osilnica
SI-089 Pesnica
SI-090 Piran
SI-091 Pivka
SI-092 Podčetrtek
SI-093 Podvelka
SI-094 Postojna
SI-095 Preddvor
SI-097 Puconci
SI-098 Rače-Fram
SI-099 Radeče
SI-100 Radenci
SI-101 Radlje ob Dravi
SI-102 Radovljica
SI-103 Ravne na Koroškem
SI-104 Ribnica
SI-106 Rogaška Slatina
SI-105 Rogašovci
SI-107 Rogatec
SI-108 Ruše
SI-109 Semič
SI-110 Sevnica
SI-111 Sežana
SI-113 Slovenska Bistrica
SI-114 Slovenske Konjice
SI-115 Starše
SI-116 Sveti Jurij
SI-117 Šenčur
SI-118 Šentilj
SI-119 Šentjernej
SI-120 Šentjur pri Celju
SI-121 Škocjan
SI-122 Škofja Loka
SI-123 Škofljica
SI-124 Šmarje pri Jelšah
SI-125 Šmartno ob Paki
SI-126 Šoštanj
SI-127 Štore
SI-128 Tolmin
SI-129 Trbovlje
SI-130 Trebnje
SI-131 Tržič
SI-132 Turnišče
SI-134 Velike Lašče
SI-135 Videm
SI-136 Vipava
SI-137 Vitanje
SI-138 Vodice
SI-139 Vojnik
SI-140 Vrhnika
SI-141 Vuzenica
SI-142 Zagorje ob Savi
SI-143 Zavrč
SI-144 Zreče
SI-146 Železniki
SI-147 Žiri
SI-148 Benedikt
SI-149 Bistrica ob Sotli
SI-150 Bloke
SI-151 Braslovče
SI-152 Cankova
SI-153 Cerkvenjak
SI-154 Dobje
SI-155 Dobrna
SI-156 Dobrovnik
SI-157 Dolenjske Toplice
SI-158 Grad
SI-159 Hajdina
SI-160 Hoce-Slivnica
SI-161 Hodoš
SI-162 Horjul
SI-163 Jezersko
SI-164 Komenda
SI-165 Kostel
SI-166 Križevci
SI-167 Lovrenc na Pohorju
SI-168 Markovci
SI-169 Miklavž na Dravskem polju
SI-170 Mirna peč
SI-171 Oplotnica
SI-172 Podlehnik
SI-173 Polzela
SI-174 Prebold
SI-175 Prevalje
SI-176 Razkrižje
SI-177 Ribnica na Pohorju
SI-178 Selnica ob Dravi
SI-179 Sodražica
SI-180 Solčava
SI-181 Sveta Ana
SI-182 Sveti Andraž v Slovenskih goricah
SI-183 Šempeter-Vrtojba
SI-184 Tabor
SI-185 Trnovska vas
SI-186 Trzin
SI-187 Velika Polana
SI-188 Veržej
SI-189 Vransko
SI-190 Žalec
SI-191 Žetale
SI-192 Žirovnica
SI-193 Žužemberk
SI-194 Šmartno pri Litiji
SI-195 Apače
SI-196 Cirkulane
SI-197 Kostanjevica na Krki
SI-198 Makole
SI-199 Mokronog-Trebelno
SI-200 Poljčane
SI-201 Renče-Vogrsko
SI-202 Središče ob Dravi
SI-203 Straža
SI-204 Sveta Trojica v Slovenskih goricah
SI-205 Sveti Tomaž
SI-206 Šmarješke Toplice
SI-207 Gorje
SI-208 Log-Dragomer
SI-209 Rečica ob Savinji
SI-210 Sveti Jurij v Slovenskih goricah
SI-211 Šentrupert
SI-212 Mirna
SI-213 Ankaran
```